# كيتيساك جيهان
كيتيساك جيهان (30 ديسمبر 1979 في تايلاند - ) هو لاعب كرة قدم تايلندي في مركز الهجوم. شارك مع منتخب تايلاند لكرة القدم. أما مع النوادي، فقد لعب مع Jumpasri United F.C. ‏ وPattaya United F.C. (2008) ‏ وUbon UMT United F.C. ‏ ونادي شيانج ري يونايتد.

## وصلات خارجية
- كيتيساك جيهان على موقع قاعدة بيانات كرة القدم.إي يو (الإنجليزية)
- كيتيساك جيهان على موقع ناشيونال فوتبول تيمز (الإنجليزية)